# Magatzems Berger
Els Magatzems Berger són un edifici de Vilafranca del Penedès (Alt Penedès) protegit com a bé cultural d'interès local. És un conjunt de naus aïllades, de planta inicial en forma de te, contigües a la zona ferroviària. La coberta de cada nau és a dues aigües. Es tracta de porxos de càrrega i descàrrega.
Els Magatzems Berger van ser construïts el 1920 i el projecte de l'obra va ser realitzat per l'arquitecte Antoni Pons i Domínguez. Va ser presentat el desembre de l'any 1919 i aprovat el 14 d'abril del 1920. Es conserva l'arxiu de l'Ajuntament de Vilafranca del Penedès.